# Gran Premio di superbike di Laguna Seca 2002
Il Gran Premio di superbike di Laguna Seca 2002 è stato la nona prova su tredici del campionato mondiale Superbike 2002, disputato il 14 luglio sul circuito di Laguna Seca, in gara 1 ha visto la vittoria di Troy Bayliss davanti a Rubén Xaus e Colin Edwards, la gara 2 è stata vinta da Colin Edwards che ha preceduto Troy Bayliss e Neil Hodgson.
Non era prevista nessuna tappa statunitense del campionato mondiale Supersport 2002.

## Risultati

### Gara 1

#### Arrivati al traguardo[3]
| Pos. | Nº  | Pilota               | Squadra                   | Motocicletta        | Giri | Tempo     | Griglia | Punti |
| ---- | --- | -------------------- | ------------------------- | ------------------- | ---- | --------- | ------- | ----- |
| 1º   | 1   | Troy Bayliss         | Ducati Infostrada         | Ducati 998 F 02     | 28   | 40:18.943 | 3º      | 25    |
| 2º   | 11  | Rubén Xaus           | Ducati Infostrada         | Ducati 998 F 02     | 28   | +0:00.339 | 7º      | 20    |
| 3º   | 2   | Colin Edwards        | Castrol Honda             | Honda VTR 1000 SP2  | 28   | +0:02.051 | 1º      | 16    |
| 4º   | 69  | Nicky Hayden         | American Honda            | Honda RC51          | 28   | +0:02.588 | 11º     | 13    |
| 5º   | 100 | Neil Hodgson         | HM Plant Ducati           | Ducati 998 F 01     | 28   | +0:04.104 | 2º      | 11    |
| 6º   | 32  | Eric Bostrom         | Kawasaki Racing           | Kawasaki ZX-7RR     | 28   | +0:11.734 | 5º      | 10    |
| 7º   | 120 | Aaron Yates          | Yoshimura Suzuki          | Suzuki GSX-R750 Y   | 28   | +0:17.661 | 6º      | 9     |
| 8º   | 155 | Ben Bostrom          | Ducati L & M              | Ducati 998 F 02     | 28   | +0:23.752 | 8º      | 8     |
| 9º   | 52  | James Toseland       | HM Plant Ducati           | Ducati 998 F 01     | 28   | +0:26.437 | 9º      | 7     |
| 10º  | 101 | Mat Mladin           | Yoshimura Suzuki          | Suzuki GSX-R750 Y   | 28   | +0:30.199 | 10º     | 6     |
| 11º  | 9   | Chris Walker         | Kawasaki Racing           | Kawasaki ZX-7RR     | 28   | +0:40.945 | 17º     | 5     |
| 12º  | 7   | Pierfrancesco Chili  | Ducati NCR Axo            | Ducati 998 RS       | 28   | +0:41.007 | 12º     | 4     |
| 13º  | 110 | Doug Chandler        | HMC Ducati Racing         | Ducati 998 R        | 28   | +0:43.197 | 13º     | 3     |
| 14º  | 99  | Steve Martin         | DFX Racing Ducati Pirelli | Ducati 998 RS       | 28   | +0:56.676 | 14º     | 2     |
| 15º  | 12  | Broc Parkes          | Ducati NCR Parmalat       | Ducati 998 RS       | 28   | +1:07.030 | 21º     | 1     |
| 16º  | 6   | Peter Goddard        | Benelli Sport             | Benelli Tornado 900 | 28   | +1:14.270 | 20º     |       |
| 17º  | 19  | Lucio Pedercini      | Pedercini                 | Ducati 998 RS       | 28   | +1:14.624 | 15º     |       |
| 18º  | 30  | Alessandro Antonello | DFX Racing Ducati Pirelli | Ducati 998 RS       | 28   | +1:19.892 | 26º     |       |
| 19º  | 46  | Mauro Sanchini       | Kawasaki Bertocchi        | Kawasaki ZX-7RR     | 28   | +1:23.757 | 22º     |       |
| 20º  | 5   | Mark Heckles         | Castrol Honda Rumi        | Honda VTR 1000 SP2  | 27   | +1 giro   | 27º     |       |
| 21º  | 72  | Mark Miller          | White Endurance           | Honda VTR 1000 SP1  | 27   | +1 giro   | 29º     |       |
| 22º  | 68  | Bertrand Stey        | White Endurance           | Honda VTR 1000 SP1  | 27   | +1 giro   | 28º     |       |

#### Ritirati
| Nº | Pilota         | Squadra                  | Motocicletta     | Giri | Griglia |
| -- | -------------- | ------------------------ | ---------------- | ---- | ------- |
| 36 | Ivan Clementi  | Kawasaki Bertocchi       | Kawasaki ZX-7RR  | 20   | 24º     |
| 28 | Serafino Foti  | Pedercini                | Ducati 996 RS    | 17   | 25º     |
| 41 | Noriyuki Haga  | Playstation2-FGF Aprilia | Aprilia RSV 1000 | 14   | 4º      |
| 20 | Marco Borciani | Pedercini                | Ducati 998 RS    | 9    | 19º     |

### Gara 2

#### Arrivati al traguardo[4]
| Pos. | Nº  | Pilota              | Squadra                   | Motocicletta        | Giri | Tempo     | Griglia | Punti |
| ---- | --- | ------------------- | ------------------------- | ------------------- | ---- | --------- | ------- | ----- |
| 1º   | 2   | Colin Edwards       | Castrol Honda             | Honda VTR 1000 SP2  | 28   | 40:14.793 | 1º      | 25    |
| 2º   | 1   | Troy Bayliss        | Ducati Infostrada         | Ducati 998 F 02     | 28   | +0:01.086 | 3º      | 20    |
| 3º   | 100 | Neil Hodgson        | HM Plant Ducati           | Ducati 998 F 01     | 28   | +0:01.672 | 2º      | 16    |
| 4º   | 32  | Eric Bostrom        | Kawasaki Racing           | Kawasaki ZX-7RR     | 28   | +0:05.043 | 5º      | 13    |
| 5º   | 155 | Ben Bostrom         | Ducati L & M              | Ducati 998 F 02     | 28   | +0:11.843 | 8º      | 11    |
| 6º   | 52  | James Toseland      | HM Plant Ducati           | Ducati 998 F 01     | 28   | +0:25.747 | 9º      | 10    |
| 7º   | 7   | Pierfrancesco Chili | Ducati NCR Axo            | Ducati 998 RS       | 28   | +0:26.572 | 12º     | 9     |
| 8º   | 120 | Aaron Yates         | Yoshimura Suzuki          | Suzuki GSX-R750 Y   | 28   | +0:30.234 | 6º      | 8     |
| 9º   | 110 | Doug Chandler       | HMC Ducati Racing         | Ducati 998 R        | 28   | +0:39.344 | 13º     | 7     |
| 10º  | 9   | Chris Walker        | Kawasaki Racing           | Kawasaki ZX-7RR     | 28   | +0:47.673 | 17º     | 6     |
| 11º  | 99  | Steve Martin        | DFX Racing Ducati Pirelli | Ducati 998 RS       | 28   | +0:55.463 | 14º     | 5     |
| 12º  | 12  | Broc Parkes         | Ducati NCR Parmalat       | Ducati 998 RS       | 28   | +0:59.065 | 21º     | 4     |
| 13º  | 69  | Nicky Hayden        | American Honda            | Honda RC51          | 28   | +1:06.996 | 11º     | 3     |
| 14º  | 6   | Peter Goddard       | Benelli Sport             | Benelli Tornado 900 | 28   | +1:14.841 | 20º     | 2     |
| 15º  | 46  | Mauro Sanchini      | Kawasaki Bertocchi        | Kawasaki ZX-7RR     | 28   | +1:19.063 | 22º     | 1     |
| 16º  | 19  | Lucio Pedercini     | Pedercini                 | Ducati 998 RS       | 28   | +1:22.867 | 15º     |       |
| 17º  | 28  | Serafino Foti       | Pedercini                 | Ducati 996 RS       | 28   | +1:23.356 | 25º     |       |
| 18º  | 20  | Marco Borciani      | Pedercini                 | Ducati 998 RS       | 28   | +1:24.380 | 19º     |       |
| 19º  | 11  | Rubén Xaus          | Ducati Infostrada         | Ducati 998 F 02     | 27   | +1 giro   | 7º      |       |
| 20º  | 5   | Mark Heckles        | Castrol Honda Rumi        | Honda VTR 1000 SP2  | 27   | +1 giro   | 27º     |       |
| 21º  | 36  | Ivan Clementi       | Kawasaki Bertocchi        | Kawasaki ZX-7RR     | 27   | +1 giro   | 24º     |       |
| 22º  | 72  | Mark Miller         | White Endurance           | Honda VTR 1000 SP1  | 27   | +1 giro   | 29º     |       |
| 23º  | 68  | Bertrand Stey       | White Endurance           | Honda VTR 1000 SP1  | 27   | +1 giro   | 28º     |       |

#### Ritirati
| Nº  | Pilota               | Squadra                   | Motocicletta      | Giri | Griglia |
| --- | -------------------- | ------------------------- | ----------------- | ---- | ------- |
| 101 | Mat Mladin           | Yoshimura Suzuki          | Suzuki GSX-R750 Y | 14   | 10º     |
| 41  | Noriyuki Haga        | Playstation2-FGF Aprilia  | Aprilia RSV 1000  | 13   | 4º      |
| 30  | Alessandro Antonello | DFX Racing Ducati Pirelli | Ducati 998 RS     | 3    | 26º     |